# Ecnomina merki
Ecnomina merki là một loài Trichoptera trong họ Ecnomidae. Chúng phân bố ở miền Australasia.